# Ushnu

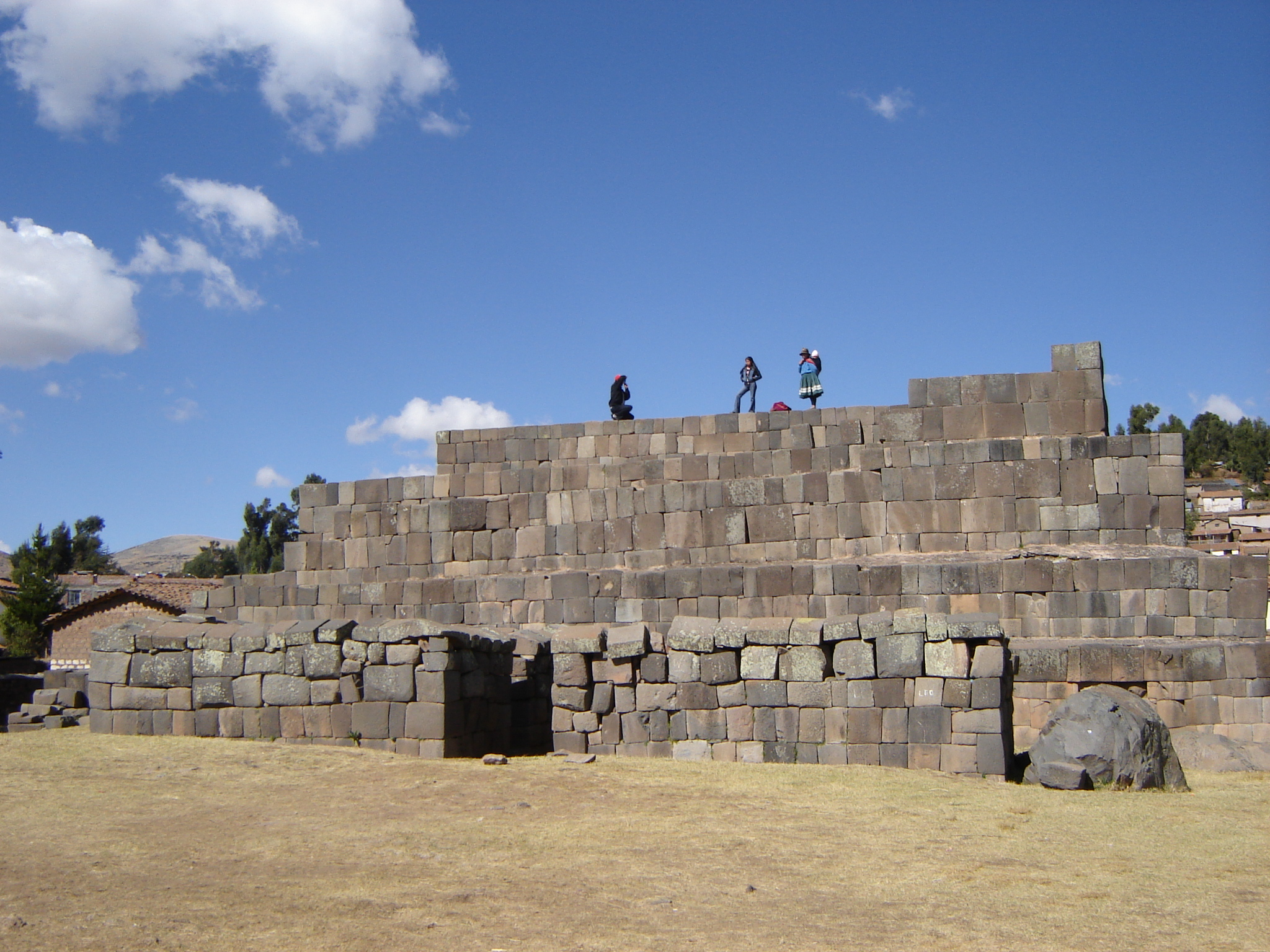
Ushnu de Vilcashuamán.

El ushnu es una construcción en forma de pirámide o más frecuentemente de plataforma que usaba el Inca para presidir las ceremonias más importantes del Tahuantinsuyo.

## Descripción

### Etimología del nombre
Poco se conoce acerca de la etimología de ushnu, pero pareciera significar el lugar compuesto de piedras donde se filtra el agua, y que éste fue, posiblemente, el concepto inicial. Presentando los lugares con características del ushnu, mayor factibilidad para la recepción de ofrendas líquidas, fueron probablemente utilizados por las poblaciones prehispánicas, cuando tenían que realizar rituales donde debían ofrendar líquidos, principalmente chicha. De este modo, se configuró un concepto ceremonial del ushnu, que probablemente se refería a «el lugar donde se ofrendaban líquidos, o lugar de libaciones».

Pachacuti Ynga dio orden muy mucha hazienda para sacrificar a las uacas y de las casas del sol y tenplo de Curi Cancha; el trono y asiento de los Yngas llamado usno en cada wamani señaló.
Felipe Guamán Poma de Ayala

### Estructura delushnu
EL ushnu era una pirámide rectangular formada por cinco plataformas, accediéndose a la parte más alta por una escalinata, toda construido en piedra. En la cima existía un sillón doble labrado en piedra que, según la tradición local, estaba cubierto con láminas de oro y era el lugar donde se sentaban el Inca y la Coya (su esposa) para impartir justicia y presidir las ceremonias y rituales que se desarrollaban en la plaza. Los ushnu más periféricos, eran bastante más precarios, pero seguían preceptos arqueoastronómicos bastante rígidos. Cabe resaltar las referencias de ciertos documentos etnohistóricos que indican que estaban construidos en plazas y dentro de la red vial inka, mencionando también las ofrendas de chicha en ceremonias, como el Capac Hucha. Pero sobre todo que se trata de lugares de sacrificio y libación.
Las referencias sobre las características físicas de los ushnus en el Imperio Inca han sido descritas en las investigaciones de Zuidema, Hyslop y Raffino et al. Y particularmente en la zona central del Chinchaysuyu, en Huanuco Pampa por Shea, Morris y Thompson; en Taparaku por Serrudo; en Pumpu y Chakamarca por Matos y Matos et al. en 1996.

## Preceptos astronómicos de los ushnus

### Planificación, organización radial y alineamientos astronómicos
En Cusco, el ushnu fue además un lugar destinado a realizar observaciones astronómicas. Así lo demuestran las investigaciones de Zuidema, quien además menciona que "El ushnu fue el centro arquitectónico de la plaza del Cuzco y junto con el Templo del Sol influyó en el trazo del plano general de la ciudad". Por lo que se percibe la superposición de funciones en el ushnu, con relación a la astronomía y al diseño de la Capital Imperial.
La organización del espacio que existió en el Cuzco estuvo basada en el sistema de ceques, cuyo centro fue el Qorikancha. Algunas huacas de los ceques sirvieron como referencia para observaciones astronómicas hechas desde el ushnu (Zuidema 1974/76, 1981). Encontrándose varias huacas y ceques asociados a fenómenos astronómicos específicos (Zuidema 1974/76). Por lo tanto, parte de la organización de este sistema sería de orden radial y astronómico.

### Organización radial
El modelo está dividido por las cuatro direcciones cardinales básicas en cuatro cuadrantes (NE, SE, NW, SW), cada uno con cuatro direcciones astronómicas, teniendo en total 20 direcciones utilizadas para la planificación en los tambos del Chinchaysuyu.

### Cosmovisión y urbanismo
Estos ushnus fueron construidos con el fin de ser entendidos según la imagen que los Inkas querían proyectar. 
El mundo aparecía compuesto por tres planos, Hanan Pacha (el mundo de arriba), Kay Pacha (el mundo de aquí) y Uku Pacha o el mundo de los muertos y también de aquello que se encontraba bajo la superficie terrestre. En lengua quechua, pacha significa a la vez 'tiempo y espacio'.
De un modo eficiente, al estar en cierto sentido amarrados a sus deidades astrales, y ser el punto de conexión entre los mundos de abajo (Uku Pacha) y de la superficie que habitaban (Kay Pacha), cumplen la función de revelar el conocimiento del Pacha como tiempo y espacio; representando en forma conjunta, a la hora de realizar las ceremonias, una especie de "Teatralidad del Poder", donde el Inka o el representante del Inka ocupa la posición central sobre el punto que conecta todas las direcciones sagradas, no solo de forma tridimensional sino concibiendo a la vez, dentro de esta abstracción, la dimensión temporal. Estando el artificio del ushnu y la organización de espacios elaborados de forma conjunta, crean un escenario, con el objeto de producir una conciencia colectiva uniforme. Al hacer uso de ideas que existían en los territorios conquistados, y usarlas para legitimar su posición de Imperio, aseguraban también la dominación ideológica. Siendo estos tampus creaciones de Nuevos Cuzcos que: "Pueden ser comparadas en muchos sentidos con un enorme escenario a ser usado por el estado para la integración de un área interior fragmentada", como lo propone Morris.
Se percibe también un afán de conectar simbólicamente los sitios sagrados de los territorios en conquista mediante el Qapaq Ucha, a los sitios sagrados que ellos están creando, que no son solo Huacas por sí mismas como las conquistadas, sino que los ushnus están conectados a todo el cosmos.
La Qapaq Ucha fue posiblemente la más grande de las ceremonias realizadas en el Imperio inca.

## Evolución
Los rituales se volvieron progresivamente más complejos y el ushnu en la época inka no solo sería el lugar destinado a ofrendas líquidas, sino también se vincularía con sacrificios de niños, animales, así como con la quema de tejidos y otras ofrendas.